# Olympiahallen
Olympiahallen är en inomhusarena med plats för ungefär 19 250 personer. Arenan ligger centralt i Aten och användes under de Olympiska spelen 2004. Arenan användes också för Eurovision Song Contest 2006.